# Ordre de la Volta
L'Ordre de la Volta est un ordre du mérite de la République du Ghana. Il a été institué en 1960 et est décerné à des personnes pour leur service exceptionnel au pays.

## Description
L'ordre comporte trois grades avec une division civile et militaire chacun :  
- Compagnon
- Officier
- Membre

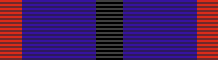
Barre de ruban de l'ordre.

La barre de ruban (en) de l'ordre est bleu marine avec des bordures rouges et une bande centrale noire.

## Récipiendaires
Compagnons (CV)
- Valentina Terechkova (1964)
- Azzu Mate Kole II (en) (1969)
- Bawa Andani Yakubu (en) (1969)
- Robert John Hayfron-Benjamin (en) (1977)
- Kwabena Darko (en) (1978)
- Robert K. A. Gardiner (en) (1978)
- George Commey Mills-Odoi (en) (1978)
- Fred Kwasi Apaloo (en) (1979)
- Robert Patrick Baffour (en) (1979)
- Abedi Pelé (1996)
- Kofi Bentum Quantson (en) (1997)
- Joseph Henry Smith (en) (2001)
- James Aggrey-Orleans (en) (2006)
- Emmanuel Quaye Archampong (en) (2006)
- Joyce Aryee (2006)
- Melody Millicent Danquah (2006)
- Francis Lodonu (en) (2006)
- Ivan Addae Mensah (en) (2006)
- Patrick Awuah (2007)
- Charles Agyin-Asare (en) (2007)
- Atukwei Okai (en) (2007)
- Mensa Otabil (en) (2007)
- Fred Amugi (en) (2008)
- Sam Korankye Ankrah (en) (2008)
- Grace Bediako (2008)
- Bert Koenders (2008)[3]
- Kwaku Sakyi-Addo (en) (2008)
- Clifford Nii Boi Tagoe (en) (2008)
- Francis Allotey (2009)
- A. K. B. Ampiah (en) (2011)
- Bridget Katsriku (2011)
- Harry Sawyerr
- Prince Al-Walid ben Talal ben Abdelaziz Al Saoud (2015)[4]
- Agnes Aggrey-Orleans (2015)
- Kwabena Duffuor (en) (2015)
- Joshua Alabi (en) (2016)
- Commodore Stephen Obimpeh (en) (2016)[5]
- Kofi Totobi Kwakye (2016)
- Alhaji Huudu Yahaya Iddrisu (2016)
- Dr Kwabena Adjei (2016)
- Vice-amiral Mathew Quarshie (2016)
- Général de division Richard Kwame Opoku-Adusei (2016)
- Contre-amiral Geoffrey Mawuli Biekro (en) (2016)

Divers
- Kwame Addo-Kufuor (en)
- Marian Ewurama Addy
- Peter Ala Adjetey (en)
- Kwadwo Baah Wiredu (en)
- Gladys Asmah
- Nana Akufo-Addo
- Aida Desta (en)
- Ablade Glover
- Paa Kwesi Nduom (en)
- Enoch Teye Mensah (en)
- Nathan Quao (en)
- Gifty Afenyi-Dadzie
- Hackman Owusu-Agyeman (en)[6]
- Frank Gibbs Torto (en)
- Équipe du Ghana de football
- Percival James Patterson, premier ministre de Jamaïque
- Mohamed Ibn Chambas
- Francis Poku (de)
- Elizabeth Akua Ohene
- Prof. Jophus Anamuah-Mensah
- Esi Awuah (2016)[7]